# Agnes Block
Pour les articles homonymes, voir Block.
Agnes Block (ou Agneta Block, née le 29 octobre 1629 à Emmerich am Rhein et morte le 20 avril 1704 à Amsterdam) est une collectionneuse d'art et horticultrice néerlandaise. Elle est connue pour avoir compilé une série d'albums de peintures de fleurs et d'insectes de dessinateurs reconnus qui ont travaillé pour elle.

## Vie et œuvre
Agneta Block est la fille d'un prospère marchand de textiles mennonite. Elle se marie à Amsterdam en 1649 avec Hans de Wolff (1613–1670), un marchand de soie. Après la mort de ce dernier en 1674 elle se remarie avec Sijbrand de Flines (1623–1697). À Amsterdam, elle réside à Herengracht, près de la résidence du célèbre poète et dramaturge Joost vont donnez Vondel (1587–1679), qui lui rend régulièrement visite. Vondel se marie avec Mayken de Wolff, sœur du père du premier mari d'Agnes. Ce grand-oncle a l'habitude de diner chez les Block les vendredis, et l'influence fortement .

## Vijverhof

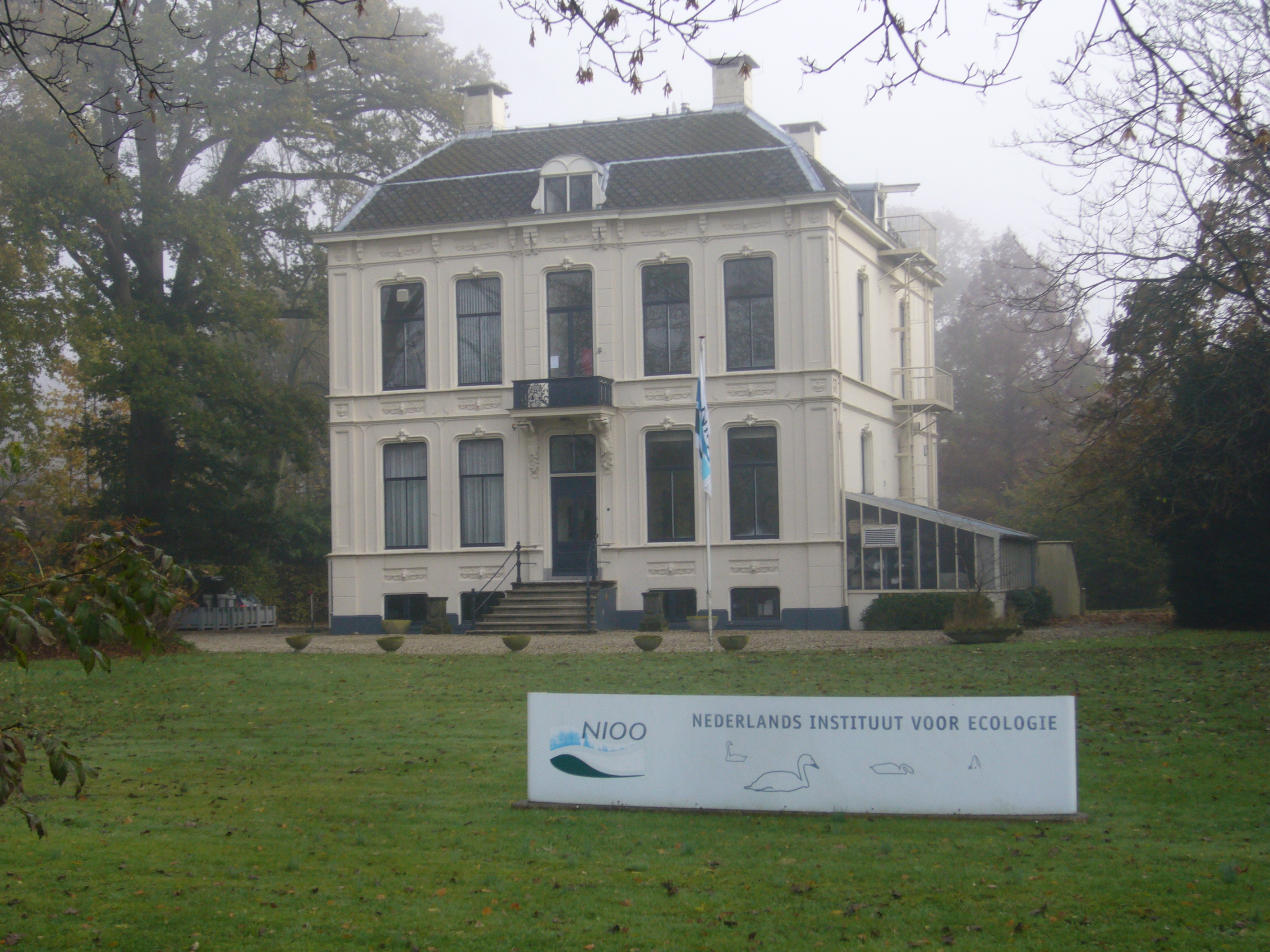
Vijverhof, actuel siège de l'Institut Hollandais d'écologie.

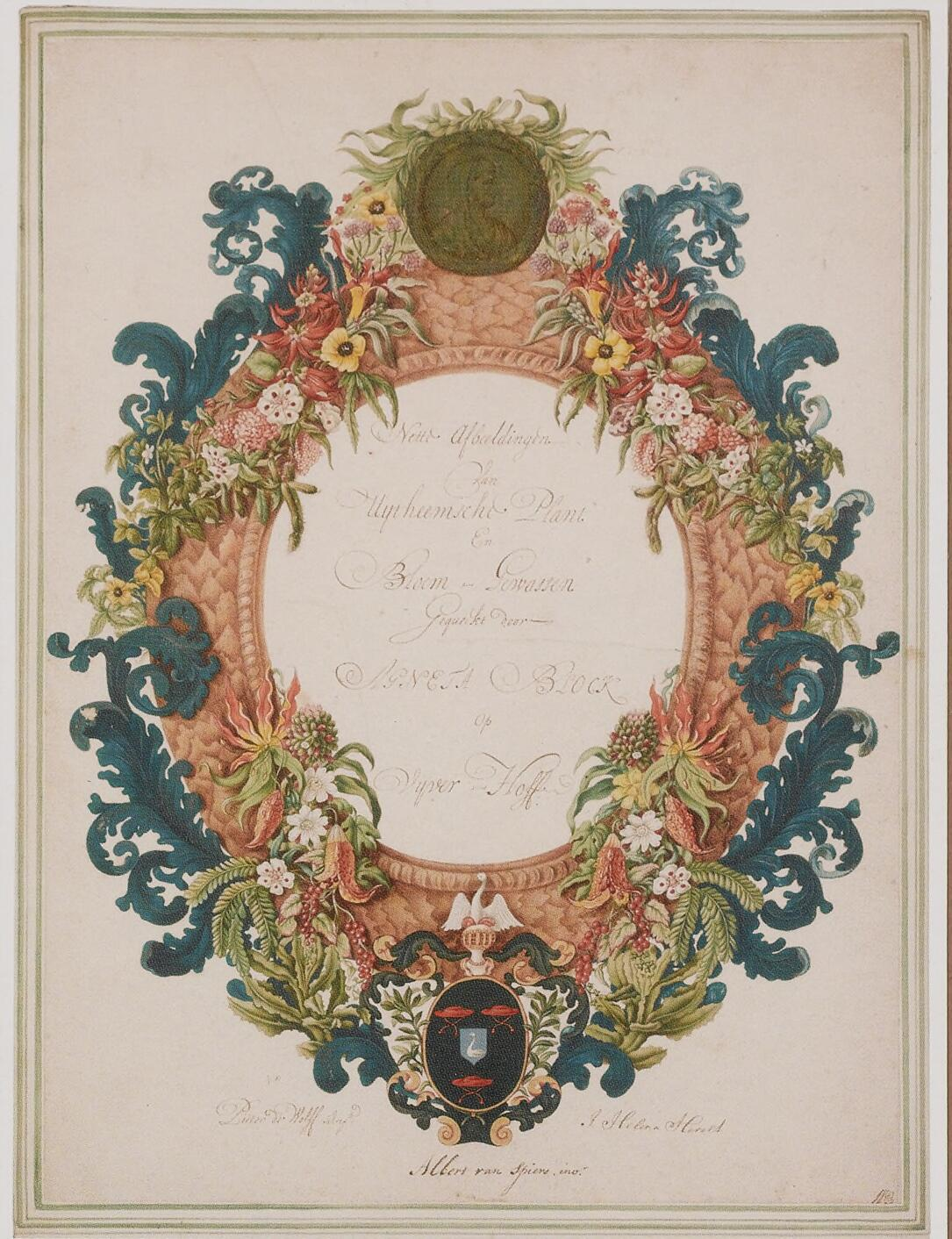
Guirlande décorative avec un portrait-médaillon dans la partie supérieure d’Agnes Block basé sur une monnaie imprimée par J. Roscam, et en bas l'écusson d'armes familiales.

Après la mort de son premier mari, Agneta achète une propriété à la campagne, près de la rivière Vecht à Loenen, et la décore avec une collection de curiosités. Elle cultive des plantes exotiques dans ses jardins. Agnes Block dessine et peint à l'aquarelle, les curieux motifs présents dans son jardin sont une source d'inspiration. Elle est enregistrée par l'Institut Hollandais d'Histoire de l'Art comme artiste de papier découpé et peintre, bien qu'aucun de ses travaux ne nous soient parvenus. Block embauche des artistes qui travaillent pour embellir ses albums. Malheureusement, sa collection et le jardin n'ont pas survécu, mais des recherches postérieures ont localisé nombre de pages originales qui appartenaient à ses trois albums.
Alida Withoos et son frère Pieter Withoos font partie de nombreux groupes d'artistes d'Hoorn qui peignent des plantes et résident à Vijverhof. Le beau-fils d'Agnes Block est propriétaire d'une maison d'été à Purmerend, près de Hoorn. Parmi les autres artistes peintres employés par Hoorn, on trouve Johannes Bronkhorst, Herman Henstenburgh, et un ami du père d'Alida, Otto Marseus vont Schrieck.
Agnes Block maintient une correspondance régulière avec des horticulteurs comme Jan Commelin, ainsi qu'avec des peintres d'autres villes qui ont habité à Vijverhof et ont contribué aux albums de Block comme Maria Sibylla Merian, sa fille Johanna Helena Herolts-Graff, Pieter Holsteyn II, Nicolaas Juweel (Rotterdam, 1639 - Rotterdam, 1704), Jan Moninckx, Maria Moninckx, Herman Saftleven, Rochus vont Veen, Marin Benaglia Venetiano, et Nicolaes de Vree.